# كأس أوكرانيا 1996–97
كأس أوكرانيا 1996–97 (بالأوكرانية: Кубок України з футболу 1996—1997)‏ هو الموسم 6 من كأس أوكرانيا. أقيم خلال الفترة 14 أغسطس 1996 وحتى 25 مايو 1997، وأشرف على تنظيمه اتحاد أوكرانيا لكرة القدم، وكان عدد الأندية المشاركة فيه 73، وفاز فيه نادي شاختار دونيتسك.